# Amanda Sokolnicki
Amanda Sokolnicki, född Björkman, den 14 mars 1988 i Södertälje, är politisk redaktör på Dagens Nyheter.

## Biografi
Sokolnicki föddes i Södertälje. Hennes mamma är syrian och pappa svensk. Sokolnicki har två yngre systrar. Efter studier vid Handelshögskolan började Sokolnicki som ledarskribent på tidningen 2014. 2018 utsågs hon till biträdande politisk redaktör. Sokolnicki blev 2019 den första kvinnliga politiska redaktören i Dagens Nyheters historia sedan starten 1864. Hon blev då också chef för den oberoende liberala ledarsidan och för DN debatt.
2016 startade Sokolnicki tillsammans med journalisten Viktor Barth-Kroon den månatliga klubben och samtalsshowen DN efter jobbet, där musikkritikern Fredrik Strage deltog som dj. Politiker intervjuades inför en yngre publik DN-läsare på Södra teatern i Stockholm. Hon har tidigare grundat och drivit den politiskt obundna debattsajten Sveriges resurser, med målet att hitta lösningar till integrationsproblematiken.

## Priser och utmärkelser
2020 tilldelades Sokolnicki priset "Årets ledarskribent" av Dagens Opinion med motiveringen "För att med en befriande bredd vad gäller ämnesval och angreppssätt och för att med en konstruktiv oförutsägbarhet ha banat väg för nya generationer ledarskribenter.”